# Styrax guanayanus
Styrax guanayanus är en storaxväxtart som beskrevs av Bassett Maguire och Phelps. Styrax guanayanus ingår i släktet Styrax och familjen storaxväxter. Inga underarter finns listade i Catalogue of Life.